# Edgars Rinkēvičs
Edgars Rinkēvičs (n. 21 septembrie 1973, Jūrmala, Republica Sovietică Socialistă Letonă, URSS) este un oficial public și politician leton, care ocupă funcția de președinte al Letoniei din iulie 2023. Anterior, a fost ministru al afacerilor externe al Letoniei între 2011 și 2023, șef al Cancelariei Președintelui Letoniei, secretar de stat în Ministerul Apărării, precum și deputat în Seimul Letoniei.
La preluarea mandatului de președinte, Rinkēvičs a devenit primul șef de stat asumat homosexual dintr-o țară a Uniunii Europene. Înainte de a deveni președinte, Rinkēvičs a fost membru al partidelor Latvian Way, Partidul Reformei și Unity (Unitatea) din mai 2014. A părăsit partidul Unity după alegerea sa ca președinte, întrucât, conform tradiției în Letonia, președinții trebuie să adopte o poziție de neutralitate politică.

## Biografie
Rinkēvičs s-a născut în Jūrmala, unde a absolvit liceul în anul 1991. După finalizarea studiilor liceale, a început studii de licență la Facultatea de Istorie și Filozofie a Universității din Letonia, pe care le-a finalizat în 1995. În aceeași perioadă, în anii 1994 și 1995, a studiat științe politice și relații internaționale la Universitatea din Groningen, Țările de Jos, obținând un certificat în 1995. În 1997, a obținut diploma de master în științe politice, urmată de un al doilea master, în 2000, de la Dwight D. Eisenhower School for National Security and Resource Strategy.

## Carieră
În anii 1993 și 1994, Rinkēvičs a lucrat ca jurnalist specializat în politică externă și relații internaționale la postul de radio leton, în paralel cu studiile sale. În 1995, a ocupat funcția de referent superior în Departamentul de Politici al Ministerului Apărării, poziție pe care a deținut-o până în martie 1996, când a devenit conducător interimar al aceluiași departament. În septembrie 1996, a fost numit secretar de stat adjunct interimar pentru apărare. În mai 1997, a devenit secretar de stat interimar, iar în august 1997 a fost numit oficial secretar de stat pentru apărare, funcție pe care a ocupat-o până în octombrie 2008.
Între 1998 și 2004, Rinkēvičs a fost membru al partidului Latvian Way. În februarie 1998, a fost implicat în discuțiile privind Carta Parteneriatului SUA-Baltice, iar între 2002 și 2003 a fost membru al delegației letone pentru negocierile de aderare la NATO, în calitate de adjunct al șefului delegației. În 2008, a fost numit șef al Cancelariei Președintelui Letoniei, funcție pe care a exercitat-o până în iulie 2011. În octombrie același an, Rinkēvičs s-a alăturat celui de-al treilea cabinet condus de Valdis Dombrovskis în funcția de ministru al afacerilor externe. Inițial independent, s-a înscris în Partidul Reformei al lui Zatlers în ianuarie 2012. În mai 2014, a aderat la partidul Unity.
După demisia cabinetului Dombrovskis în 2014, și-a continuat atribuțiile ministeriale în primul cabinet al lui Laimdota Straujuma⁠(d). În același an, a candidat la alegerile parlamentare și a fost ales deputat, fiind reconfirmat în funcția de ministru de externe în cel de-al doilea cabinet Straujuma. A continuat să ocupe această funcție între 2016 și 2019 în guvernul Māris Kučinskis⁠(d), precum și între 2019 și 2023 în guvernul condus de Krišjānis Kariņš⁠(d).
În septembrie 2020, Rinkēvičs a salutat vestea privind stabilirea relațiilor diplomatice depline între Israel și Bahrain. De asemenea, și-a exprimat profunda îngrijorare față de escaladarea ostilităților din regiunea disputată Nagorno-Karabah și a făcut apel la Armenia și Azerbaidjan să înceteze imediat luptele și să avanseze spre o soluție pașnică.

### Președinția (2023–prezent)
Rinkēvičs a fost ales președinte al Letoniei la 31 mai 2023 și a preluat oficial funcția la 8 iulie 2023.
La 20 noiembrie 2023, a efectuat o vizită în Israel pentru a-și exprima solidaritatea cu țara în timpul războiului din Gaza.
La 15 decembrie 2023, Rinkēvičs s-a întâlnit la Castelul Riga cu ministrul canadian al apărării, Bill Blair, pentru a discuta cooperarea bilaterală între cele două țări, în special în domeniile apărării și politicii de securitate.

## Viața personală
La 6 noiembrie 2014, și-a anunțat public pe profilul său de Twitter faptul că este gay, devenind primul parlamentar din Letonia care și-a făcut publică orientarea sexuală. Odată cu alegerea sa în funcția de președinte în 2023, Rinkēvičs a devenit primul șef de stat deschis homosexual dintr-o țară a Uniunii Europene și primul președinte deschis homosexual din istoria oricărui stat. Pe lângă limba letonă, vorbește fluent engleza, rusa și franceza.

## Onoruri

### Naționale
- Comandor Mare Cruce cu Lanț al Ordinului celor Trei Stele (8 iulie 2023)
- Mare Cruce a Crucii Recunoștinței (8 iulie 2023)
- Comandor Mare Cruce al Ordinului Viesturs (17 noiembrie 2004)
- Mare Ofițer al Ordinului celor Trei Stele (27 aprilie 2007)
- Medalia Comemorativă pentru Promovarea Aderării Letoniei la NATO (19 martie 2004)
- Medalia  pentru Merit Onorabil pentru Contribuția la Dezvoltarea Forțelor Armate (2000)

## Onoruri internaționale
- Estonia:
  - Clasa I a Ordinului Crucii Fecioarei Maria – 10 aprilie 2019[21]
  - Clasa a II-a a Ordinului Crucii Fecioarei Maria – 2 aprilie 2009[22]
  - Clasa a III-a a Ordinului Crucii Fecioarei Maria – 5 decembrie 2005[23]
- Finlanda:
  - Comandor Clasa I al Ordinului Leul Finlandei – 2013
- Germania:
  - Mare Cruce Clasa I a Ordinului de Merit al Republicii Federale Germania – 22 februarie 2019
- Grecia:
  - Mare Cruce a Ordinului Mântuitorului – 2 iulie 2024
- Italia:
  - Cavaler Mare Cruce al Ordinului de Merit al Republicii Italiene – 14 ianuarie 2019[24]
  - Mare Ofițer al Ordinului de Merit al Republicii Italiene – 27 iunie 2005[25]
- Malta:
  - Însoțitor Onorific de Onoare cu Colan al Ordinului Național al Meritului – 5 februarie 2024[26]
- Țările de Jos:
  - Mare Ofițer al Ordinului Orange-Nassau – 11 iunie 2018
- Norvegia:
  - Mare Cruce a Ordinului Regal Norvegian al Meritului – 18 martie 2015[27]
- Polonia:
  - Crucea de Comandor a Ordinului de Merit al Republicii Polone – 2005
- Ucraina:
  - Clasa I a Ordinului de Merit – 29 august 2022[28]
- NATO:
  - Medalia pentru Serviciu Merituos NATO – 2007